# A Little Bit Of Lovin'
«A Little Bit Of Lovin'» («Un Poquito de Amor») es el tercer sencillo del sexto álbum de Thomas Anders, Souled. 

## Créditos
- Producción: Peter Wolf
- Arreglos: Peter Wolf
- Grabación: Paul Ericksen en "The EMBASSY", Los Ángeles, E.U.
- Mezcla: Paul Ericksen en "The EMBASSY", Los Ángeles, E.U.
- Remezcla: Q-Swap en FM Studio, Frankfurt
- Guitarras: David Williams, Jeff Richman, Bruse Gaitsch, Peter Roberts
- Percusión: Tony Braunagl
- Otros Instrumentos: Peter Wolf
- Coros: Phillip Ingram; Thomas Anders; Anita, June y Ruth Pointer; Alex Brown; Lynn Davis; Ina Wolf
- Letra: Ina Wolf
- Música: Peter Wolf, Thomas Anders

## Sencillos
CD-Maxi Polydor 579 639-2 / EAN 0731457963920	17.07.1995
1. 	A Little Bit Of Lovin' (Airplay Summer Mix)		3:21
2. 	A Little Bit Of Lovin' (Extended Summer Mix)		5:21
3. 	A Little Bit Of Lovin' (Akissahouseadub-Mix)		5:53
4. 	Point Of No Return		4:54
- Datos: Q4033136